# Cei doi Foscari

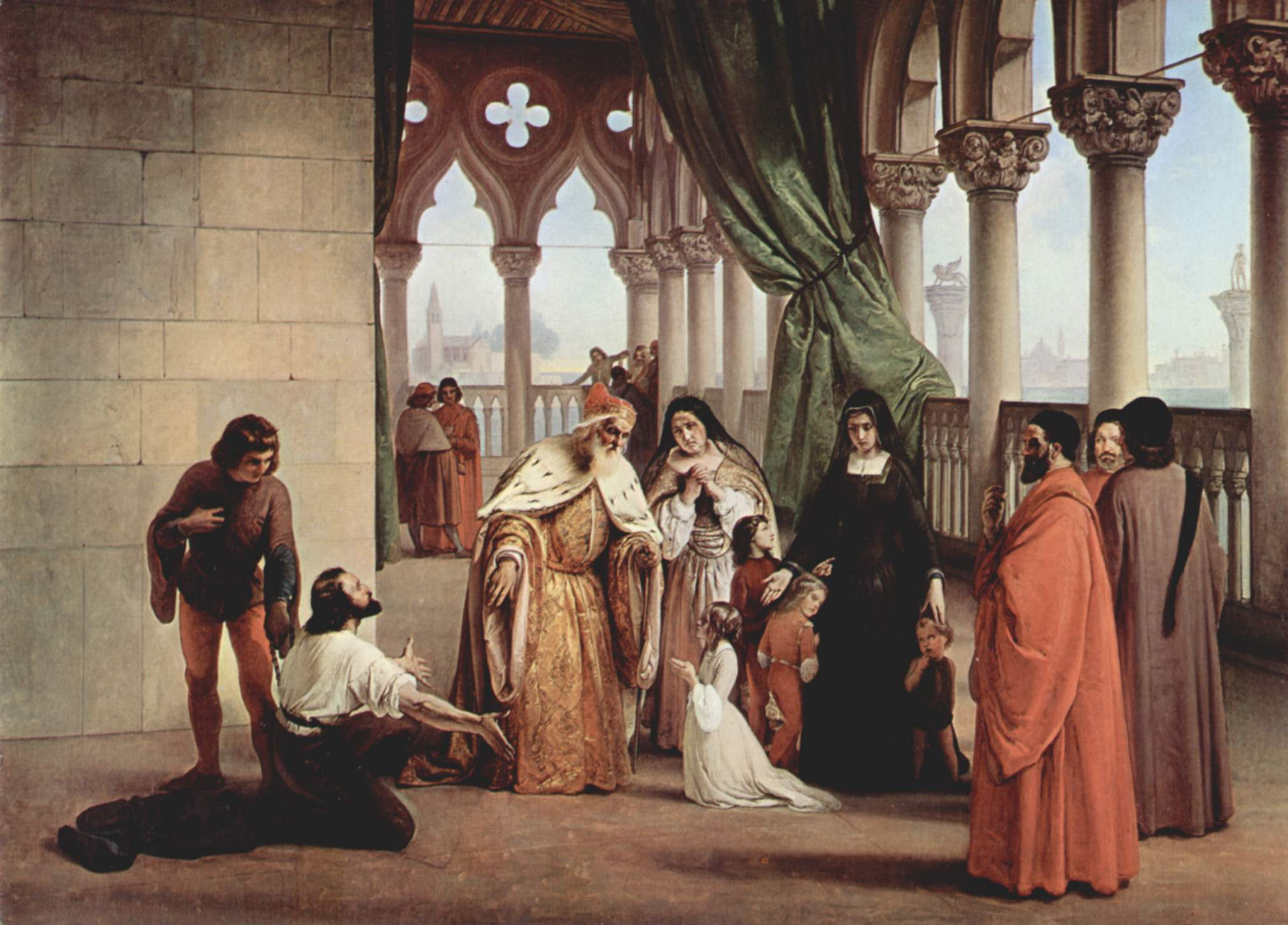
Francesco Hayez: Cei doi Foscari, pictură din 1844

 Cei doi Foscari  (titlul original: în italiană I due Foscari) este o operă în trei acte și patru tablouri de Giuseppe Verdi, după un libret de Francesco Maria Piave (bazat pe piesa „The Two Foscari” de Lord Byron).
Premiera operei a avut loc la Teatro Argentina din Roma, în ziua de 3 noiembrie 1844.
Durata operei: cca 1 ¾ ore. 
Locul și anul de desfășurare a acțiunii: Veneția, 1457.

## Introducere
Opera tratează ultimele zile ale dogelui venețian Francesco Foscari și înlăturarea sa din funcție pe data de 23 octombrie 1457. Este vorba de eternul conflict dintre dragostea paternă și conștiința datoriei. Familia dogelui cade victima unei uneltiri perfide, fiul dogelui (Jacopo) fiind acuzat de trădare și expulzat, tatăl trebuind să fie cel care pronunță și urmărește executarea sentinței. 

## Personajele principale
- Francesco Foscari, dogele Veneției (bariton)
- Jacopo Foscari, fiul său (tenor)
- Lucrezia Contarini, soția lui Jacopo Foscari (soprană)
- Jacopo Loredano, membru al Consiliului celor Zece Inchizitori (bas)
- Barbarigo, senator (tenor)
- Pisana, prietena și confidenta Lucreției Contarini (mezzo-soprană)
- membrii ai Consiliului celor Zece, nobile și nobili venețieni, marinari, servitori, popor. [1]

## Acțiunea

### Actul I
Acțiunea acestui act se petrece în Palatul Dogilor din Veneția. Dogele Veneției, Francesco Foscari, tatăl lui Jacopo, trebuie să pronunțe decizia luată de „Consiliul celor Zece Inchizitori“ de a-l trimite pe Jacopo Foscari în exil definitiv pe insula Creta. Lucreția, soția lui Jacopo, cere audiență la Doge, implorând clemență. Ea este convinsă de nevinovăția lui Jacopo și îsi exprimă părerea că au de a face cu un complot care vizează compromiterea și înlăturarea de la putere a Dogelui. Bătrânul Doge nu poate însă să schimbe decizia celor Zece Inchizitori.

### Actul II

#### Tabloul I
Scena are loc în subteranele închisorii din Palatul Dogilor. Lucreției i se acordă permisiunea să-l viziteze pe Jacopo, înainte de pronunțarea oficială a verdictului. Acesta zace pe pământ, marcat de suferințe fizice. Dogele vine și el să-și vadă fiul. Tatăl și fiul se îmbrățișeaza pentru ultima dată.

#### Tabloul II
Scena se desfășoară în Sala de Judecată a Palatului Dogilor. Consiliul celor Zece Inchizitori îi aduc la cunoștință Dogelui hotărârea pe care a luat-o, iar acesta pronunță sentința: deportare pentru restul vieții pe insula Creta și interdicția de a mai reveni vreodată pe teritoriul venețian. Lucreția, prezentă în sală, împreuna cu copiii, solicită să i se permită să-l însoțească pe soț în exil. Consiliul refuză cererea Lucreției, sentința devenind definitivă, urmând să fie imediat pusă în aplicare.

### Actul III

#### Tabloul I
Scena are loc în Piața San Marco din Veneția. Poporul petrece, pentru el viața merge mai departe, indiferent de drama ce se petrece în familia dogelui. În port, vasul așteaptă îmbarcarea grupului de detinuți ce vor fi exilați pe insula Creta, printre ei fiind și Jacopo Foscari. Lucreția cu copiii își iau rămas bun de la soț și tată. Jacopo Loredano, membru al Consiliului celor Zece Inchizitori, se află în port pentru a se convinge că familia Foscari va fi definitiv dezbinată.

#### Tabloul II
Scena se desfășoară din nou în Palatul Dogilor. Consiliul celor Zece Inchizitori a acaparat puterea absolută în Veneția. Dogele Francesco Foscari devine conștient de faptul că, deși mai deține formal funcția de Doge, el a pierdut puterea. La scurt timp după plecarea navei din Veneția spre Creta, Jacopo Foscari moare. În același timp cu această tristă veste pentru familia Foscari, investigațiile unuia din senatorii rămași loiali Dogelui, Barbarigo, dovedesc indubitabil că Jacopo Foscari nu a fost vinovat și că declarațille pe baza cărora a fost condamnat, sunt false. Dușmanii familiei Foscari nu se mulțumesc însă cu nenorocirile deja provocate. Intrigile puse la cale de Jacopo Loredano, au ca scop discreditarea și înlăturarea de la putere a Dogelui. Cei Zece Inchizitori cer demisia Dogelui. In noaptea în care Francesco Foscari moare, în urma traumelor pe care le-a suferit în ultimele zile, clopotele răsună în Piața San Marco, vestind instaurarea la putere a unui nou Doge, Pasquale Malipiero.